# Фріц Берендс
Фріц Берендс (нім. Fritz Berends; 23 вересня 1906, Вільгельмсгафен — 2 квітня 1945, Атлантичний океан) — німецький офіцер-підводник, оберлейтенант-цур-зее резерву крігсмаріне (1 квітня 1943).

## Біографія
В 1933 році вступив на флот. З серпня 1940 року — командир корабля 56-ї, з червня 1941 року — 61-ї флотилії форпостенботів, з вересня 1942 року — флотилії берегової оборони «Остланд». З червня 1943 року — інструктор і командир навчального корабля Повітряно-десантного училища ВМС. З серпня 1943 по серпень 1944 року пройшов курси підводника і командира підводного човна. З серпня 1944 року — командир U-321, на якому здійснив 2 походи (разом 287 днів у морі).  2 квітня 1945 року U-321 був потоплений південно-західніше Ірландії глибинними бомбами польського бомбардувальника «Веллінгтон». Всі 41 члени екіпажу загинули.

## Нагороди
- Медаль «За вислугу років у Вермахті» 4-го класу (4 роки)
- Нагрудний знак мінних тральщиків (червень 1941)
- Залізний хрест 2-го класу (14 жовтня 1941)